# Mémorial de l'oppression
 (février 2017).
Si vous disposez d'ouvrages ou d'articles de référence ou si vous connaissez des sites web de qualité traitant du thème abordé ici, merci de compléter l'article en donnant les références utiles à sa vérifiabilité et en les liant à la section « Notes et références ».
Le terme de Mémorial de l’oppression désigne un service de la Préfecture du Rhône, créé à Lyon en août 1944 auprès d’Yves Farge, commissaire régional de la République à Lyon. Confié au professeur Pierre Mazel, il avait pour mission de concentrer la documentation sur les crimes de guerre nazis dans la région et d’aider à en poursuivre les auteurs. Pierre Mazel a écrit un ouvrage préfacé par Yves Farge, publié en avril 1945, portant ce titre.

## Le service du Mémorial de l'oppression à la Préfecture du Rhône
L’idée du Mémorial de l’oppression, d’abord appelé Mémorial de la répression, naît en août 1944 après les massacres de la Gestapo au fort de Saint-Genis-Laval.
Yves Farge, commissaire de la République à Lyon, nomme à sa tête le docteur Pierre Mazel, professeur à la faculté de médecine de Lyon et créateur, en 1930, de l’Institut universitaire de médecine du travail (IUMTL) et, en 1934, du premier diplôme universitaire consacré à la médecine du travail. Mazel était emprisonné à la prison de Montluc depuis le 7 juillet 1944 après avoir été arrêté durant le Conseil de faculté.
Les missions du service sont précisés par les arrêtés 2 et 108 des 4 et 12 septembre figurant au Journal officiel du commissariat de la République de la région Rhône-Alpes : elles visent à « réunir et contrôler tous les faits contraires au droit des gens et exorbitants des lois de la guerre, perpétrés au cours de l’occupation dans la région Rhône-Alpes ». Pour ce faire, des enquêtes auprès des maires, des services de police et de gendarmerie, de l’armée et des mouvements de Résistance et de prisonniers de guerre. Il comprend la direction régionale placée à Lyon, également responsable des faits concernant le Rhône, et des antennes dans les autres départements. 

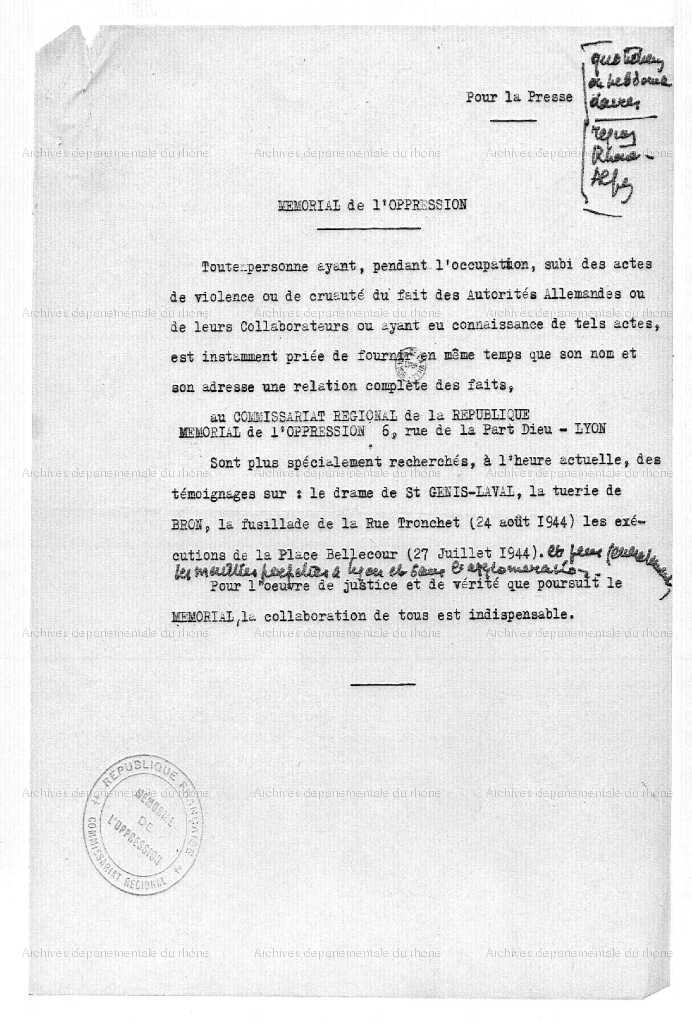
Appel aux témoins des crimes de guerre ennemis dans le département du Rhône, 1944 (page 1)
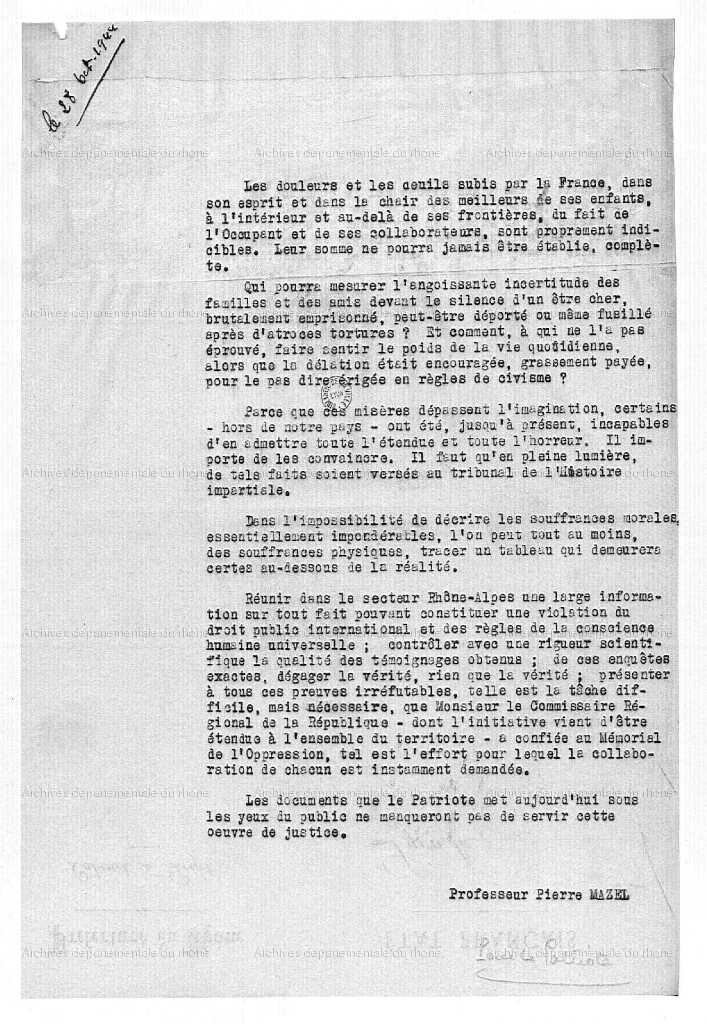
Appel aux témoins des crimes de guerre ennemis dans le département du Rhône, 1944 (page 2)
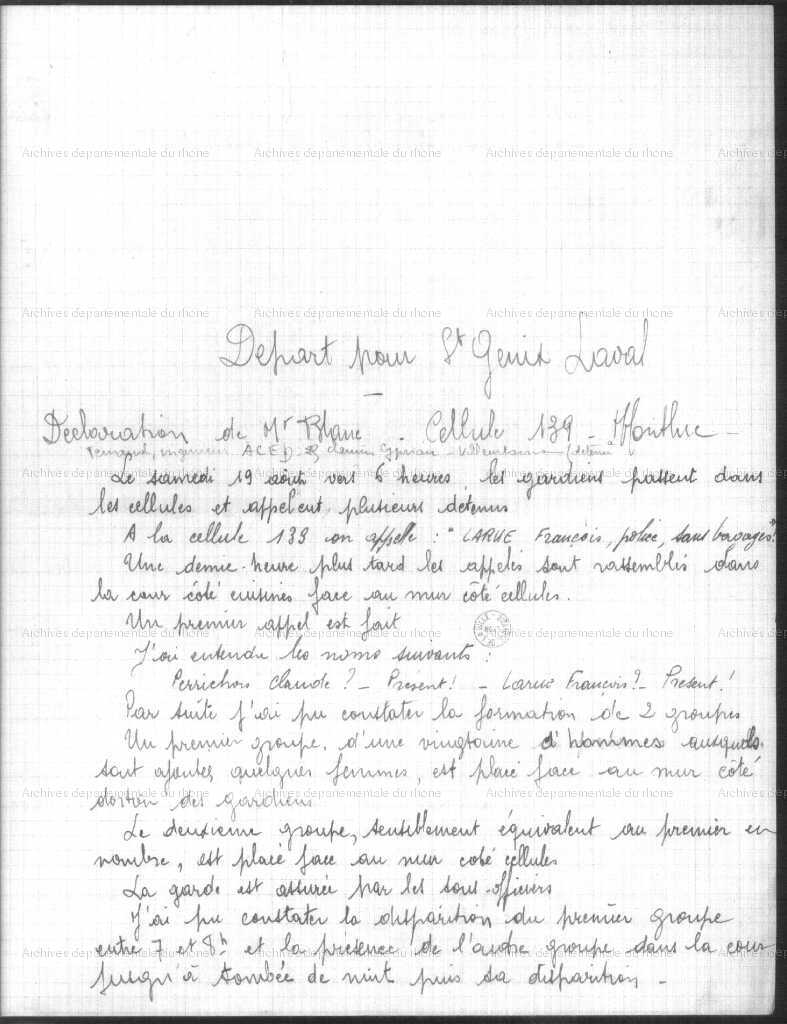
Déposition du prisonnier du fort Montluc avant le massacre de Saint-Genis-Laval du 20 août 1944 (page 1)
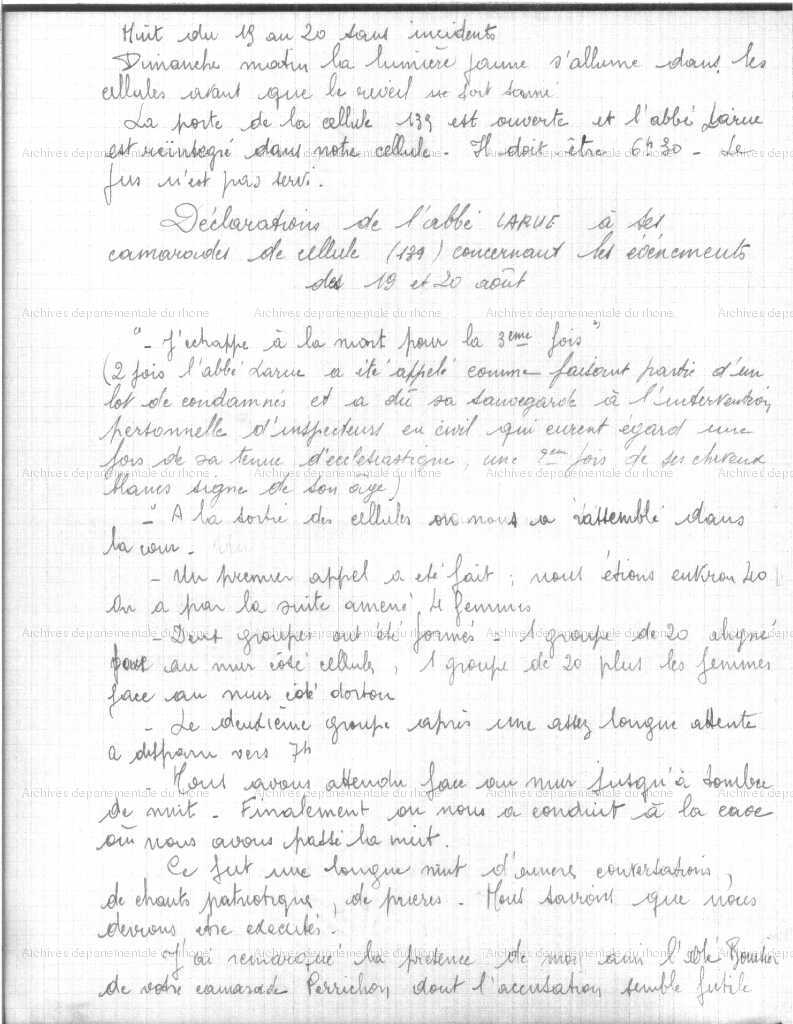
Déposition du prisonnier du fort Montluc avant le massacre de Saint-Genis-Laval du 20 août 1944 (page 2)
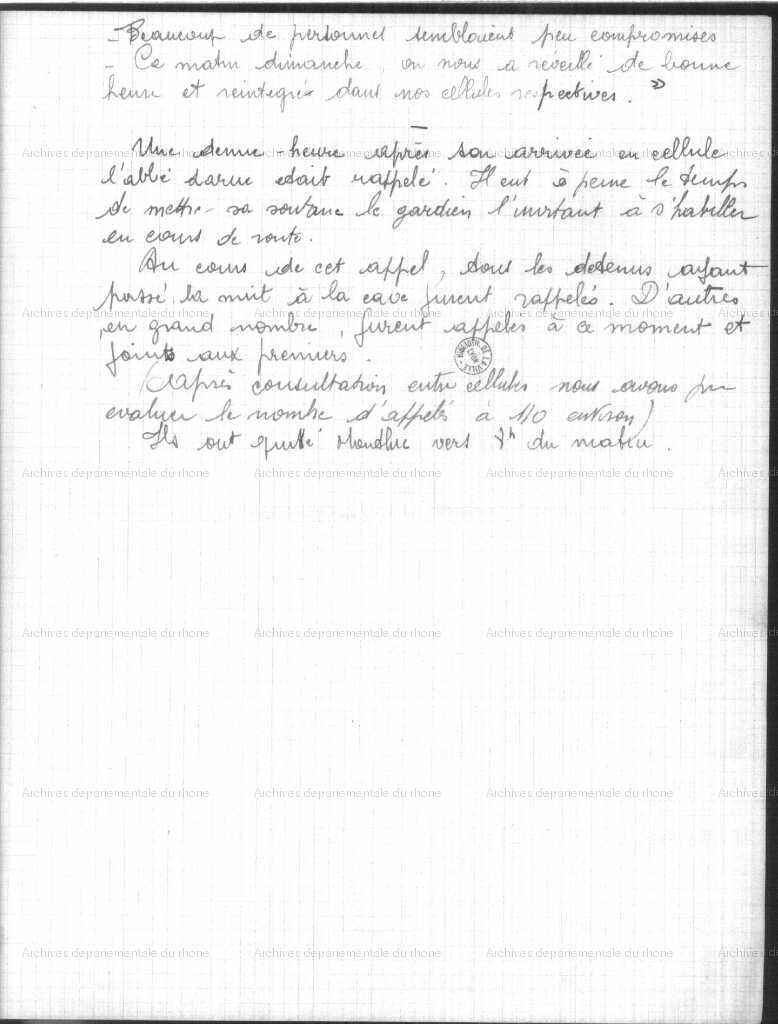
Déposition du prisonnier du fort Montluc avant le massacre de Saint-Genis-Laval du 20 août 1944 (page 3)

Le 14 décembre 1944, est créé le Service de recherche des crimes de guerre ennemis (SRCGE), organisme national chargé de coordonner les services régionaux. Le service du Mémorial de l'oppression devient l'antenne régionale du SRCGE, le professeur Mazel demeure à sa tête. Des doubles des dossiers ainsi constitués sont adressés au service central à Paris afin de faciliter les recherches au niveau national mais la faiblesse des moyens alloués réduit la capacité d'action. 
Le SRCGE est dissous le 31 octobre 1946 sans avoir achevé sa mission. 

## L'ouvrage
Le projet d'un Livre noir des crimes de guerre, envisagé par Yves Farge et Pierre Mazel depuis août 1944, est lancé par le gouvernement provisoire de la République française début 1945 et confié au service des crimes du Guerre existant auprès du ministère de l'Information. Un premier volume concernant Lyon et le département de l'Ain est publié en avril 1945 mais demeure le seul finalisé. 
Les volumes 2 (Ardèche, Drôme, Isère et Vercors) et 3 (Rhône, Loire, Savoie et Haute-Savoie), pourtant rédigés par Mazel, ne seront jamais publiés. Seuls deux autres volumes voient le jour, concernant Oradour-sur-Glane et la germanisation des Ardennes, en 1945.

## Sources
Les dossiers constitués par le service du Mémorial de l'oppression sont conservées aux archives du département du Rhône et de la métropole de Lyon sous la cote 3 808 W Inventaire du fonds des archives du Mémorial de l'oppression